# 江崎史恵
江崎 史恵（えざき しえ）は、NHKラジオセンターのディレクター。元アナウンサー。

## 人物
埼玉県南埼玉郡白岡町（現在の白岡市）出身。
雙葉中学校・高等学校、慶應義塾大学総合政策学部卒業後、2002年に入局した。広島放送局でデビューした。
現在は、ラジオ深夜便制作班に所属している。

## 嗜好・挿話
- 身長は158cm[3]。
- 既婚であり[1]、2児の母である[1]。

## 過去の担当番組
広島放送局時代（2002年度 - 2005年度）
東京アナウンス室時代（2006年度 - 2016年度）（1度目）
ラジオセンター（2016年度 - ）
- 中国地方・広島県のニュース・気象情報
- こんなステキなにっぽんが ナレーション （不定期）
- さわやか自然百景 ナレーション （不定期）
- 劇場への招待 ナレーション（不定期）
- お好みワイドひろしま 18時台キャスター（2004・2005年度、途中長期休養の時期あり）
- ゆうどきネットワーク（2006・2007年度）
- こんにちはいっと6けん 首都圏ニュース・NHKニュース 平日関東ローカルニュース（2006・2007年度）
- おーい、ニッポン『私の・好きな・埼玉県』スタジオ司会（2007年9月2日、BS2）
- 行くよ!後輩 ほいきた!先輩（2007年11月10日、BS 2）
- 正月パーソナリティーズ「ニッポンの正月か!」（2008年1月1日 - 3日）
- 世界一周!地球に触れる・エコ大紀行 日めくり版ナレーション（交替で担当）
- 生活ほっとモーニング 「発見！とっておきの旅　宇崎竜童さんと新宿　大人の街あるき」 リポーター（2008年11月27日）
- NHKニュース7 ニュースリーダー（2008年5月 - 2009年3月、不定期）
- 気象通報・ラジオニュース（同上、日曜日か月曜日の16時放送分）
- もうすぐ9時プレマップ（2009年9月14日・17日、11月2日、2010年2月15日 - 18日）・週末プレマップ（2009年9月19日、2010年2月20日）- いずれも鈴木奈穂子の代役として担当
- NHKニュースおはよう日本 キャスター（祝日を除く月曜 - 金曜）（5:00 - 5:55）（2010年4月 - 2012年3月）
  - 6:55 - 7:00 関東甲信越の交通情報・気象情報も担当
- きょうの料理（2008年4月 - 2010年3月）
- すイエんサー（2009年4月 - 2010年3月）
- 双方向クイズ にっぽん力（2009年4月 - 2010年3月） 地井武男と共に司会
- SOUND+1（2009年5月 - 2010年3月） ナレーション
- 羽田空港大百科 A to Z（2010年2月、BS hi） ナレーション
- ゆく年くる年（2011年1月1日）中継リポーター
- おひさま1週間NHKとっておきサンデー内 ナレーション
- ゆく年くる年（2012年1月1日）ロンドン（ウェンブリー・スタジアム）からの中継リポーター
- NHKニュースおはよう日本 キャスター（土曜・日曜・祝日）（2012年4月 - 2014年3月）
  - 「旬体感」（取材）コーナー進行（毎月1回：日曜）
  - 「CHECK!エンターテインメント」コーナー進行（不定期：水曜）
  - ソチオリンピック現地リポートに上條倫子が出演するための代行（平日5:00 - 6:25）（2014年2月5日 - 2月28日）
- サイエンスZERO（Eテレ）（2014年4月 - 2015年3月）
- 地方発 ドキュメンタリー  一歩でも前へ 登山家 田部井淳子 の挑戦（ナレーション・2014年9月8日）
- プレミアムカフェ（BSプレミアム、2015年4月 - 2016年3月）
- 今日は一日ハードロック・ヘビーメタル三昧Ⅵ（FM 2015年12月15日）　同期の吉田一貴と共演
- サンドウィッチマンの天使のつくり笑い（ラジオ第1、2015年4月 - 2016年3月）
- 城から消えたダ・ヴィンチ「糸巻きの聖母」の数奇な旅（NHK総合、2016年2月11日） 語り
- 「イニョプの道」放送直前スペシャル（BSプレミアム、2016年3月27日） 司会
- ニュース・気象情報（不定期：平日の午後2時、午後3時、午後4時）
- ラジオニュース（ラジオ第1）（不定期、2014年4月より主に木曜日担当）
- 歴史にドキリ（Eテレ、2012年4月 - ） - ナレーション
- 名曲ヒットパレード（NHKラジオ第1、不定期で現在担当中） - 進行

## 同期のアナウンサー
- 赤松俊理
- 浅野達朗
- 飯島徹郎
- 飯塚洋介
- 礒野佑子
- 稲垣秀人
- 大槻隆行
- 小野卓哉
- 片山智彦
- 河村太朗（退職）
- 厚井大樹
- 小郷知子
- 小林千恵
- 柴崎行雄
- 高井正智
- 田代杏子
- 内藤雄介
- 中倉隆道（退職）
- 中澤輝
- 松岡忠幸
- 松田利仁亜
- 吉田一貴
- 若月弘一郎（退職）